# António Augusto Lacerda de Queiróz
Antonio Augusto Lacerda De Queiróz (ur. 9 kwietnia 1953 w Lamego) – portugalski polityk i urzędnik, parlamentarzysta krajowy, poseł do Parlamentu Europejskiego II kadencji.

## Życiorys
W 1974 zaangażował się w działalność polityczną w ramach Partii Socjaldemokratycznej. Od 1978 do 1982 kierował partyjną młodzieżówką Juventude Social Democrata. W latach 1976–1991 zasiadał w Zgromadzeniu Republiki (kadencje IA, IB, II, III, IV i V), reprezentując dystrykt Porto. Był także zastępcą i delegatem do Zgromadzenia Parlamentarnego Rady Europy (1979–1986, 1988–1989).
Od 1 stycznia 1986 do 13 września 1987 wykonywał mandat posła do Parlamentu Europejskiego w ramach delegacji krajowej; powrócił do PE 16 września 1988, zastępując António Figueiredo Lopesa. Przystąpił do frakcji liberalno-demokratycznej, należał m.in. do Komisji ds. Socjalnych i Zatrudnienia oraz Komisji Budżetowej. Pracował później m.in. jako główny doradca w Dyrekcji Generalne Komisji Europejskiej odpowiedzialnej za przemysł i przedsiębiorstwa.